# Červený Hrádek
Červený Hrádek é uma comuna checa localizada na região da Boêmia do Sul, distrito de Jindřichův Hradec.